# Storenosoma hoggi
Storenosoma hoggi är en spindelart som först beskrevs av Roewer 1942.  Storenosoma hoggi ingår i släktet Storenosoma och familjen mörkerspindlar.
Artens utbredningsområde är Victoria, Australien. Inga underarter finns listade i Catalogue of Life.